# Luis Jaime Cisneros
Luis Jaime Cisneros Vizquerra (Lima, 28 de mayo de 1921-Lima, 20 de enero de 2011) fue un lingüista y docente universitario de la Universidad Nacional Mayor de San Marcos, donde estudió su Doctorado en Literatura, y posteriormente de la Pontificia Universidad Católica del Perú.

## Biografía
Luis Jaime Cisneros Vizquerra fue hijo de Luis Fernán Cisneros Bustamante y Esperanza Vizquerra Oquendo. Vivió en el exilio, desde los cuatro años, con sus padres y hermanos en Buenos Aires, Argentina. Realizó sus estudios superiores en Filología y Medicina en la Universidad de Buenos Aires, hasta que 1947 retorna al Perú. Luego haría un Doctorado en Literatura en la Universidad Nacional Mayor de San Marcos. Se casó con la historiadora Sara Hamann. 
Al terminar sus estudios se dedicó a la enseñanza e investigación. Fue docente de la Universidad Nacional Mayor de San Marcos, donde fue maestro de futuros personajes destacados como Mario Vargas Llosa. Desde 1948 fue docente de la Pontificia Universidad Católica del Perú, donde llegó a ser Decano de la Facultad de Letras y Ciencias Humanas de 1969 a 1971, en las áreas de filología, estilística y filosofía del lenguaje. Miembro del Consejo de Facultad de Estudios Generales Letras. Profesor visitante de las Universidad de Uruguay y Caracas (1965) y en las Universidades de Colonia (1967-1968) y Estrasburgo (1975-1976).
Participó en la fundación del Partido Demócrata Cristiano del Perú, en 1956. Miembro del Consejo Directivo de la ONG Transparencia. Fue Director del diario La Prensa (1976-1978); fundó y dirigió el periódico El Observador (1981-1983). En los últimos años se desempeñaba como director de la revista de lingüística y literatura Lexis.
Fue miembro de número y expresidente de la Academia Peruana de la Lengua, miembro correspondiente de la Real Academia Española, de la Academia Norteamericana de la Lengua Española y de la Academia de Letras de Uruguay.
Falleció en Lima, a los 89 años de edad, el 20 de enero de 2011.
El gobierno dispuso que se le rindieran honores de ministro de Estado en sus exequias
Fue director del diario La Prensa, en la época de Morales Bermúdez y del diario Observador, en el tiempo del segundo gobierno de Belaúnde.

## Obras

### Ediciones
- Lazarillo de Tormes. Buenos Aires: Editorial Kier, 1946.
- Appendix probi. Lima: Publicaciones del Instituto de Filología de la Facultad de Letras de la Universidad Nacional Mayor de San Marcos, 1952.
- Defensa de damas. Estudio y edición. Fénix, revista de la Biblioteca Nacional No. 9, 1953. Puede leerse aquí
- Poesía de Federico Barreto. Lima: Banco Continental, 1993.

### Traducción
- Tres poetas románticos: Gonçalves Dias, Castro Alves, Sousândrade. Lima: Embajada del Brasil (Tierra brasileña - Poesía), 1984. Con traducciones de Washington Delgado, Javier Sologuren y L. J. C.

### Antologías
- Textos literarios. Lima: Publicaciones de la Facultad de Letras de la Pontificia Universidad Católica del Perú, 1955.
- Textos literarios. Segunda serie. Lima: Publicaciones de la Facultad de Letras de la Pontificia Universidad Católica del Perú, 1957.
- Cuentistas modernos y contemporáneos. Lima: Patronato del Libro Peruano (Segunda Serie de Autores Peruanos), 1957.
- Temas lingüísticos. Lima: Pontificia Universidad Católica del Perú, Facultad de Letras (Publicaciones de la Cátedra de Lengua Española, I), 1964. En colaboración con José Luis Rivarola.
- Temas lingüísticos. Segunda serie. Lima: Pontificia Universidad Católica del Perú, 1974.
- Tradiciones peruanas (selección). Buenos Aires: Editorial Universitaria de Buenos Aires, 1964.
- Más tradiciones peruanas (selección). Buenos Aires: Editorial Universitaria de Buenos Aires, 1966.
- Tradiciones peruanas. Selección y estudio. Lima: Studium (Clásicos Peruanos), 1985.
- Romanticismo español y latinoamericano. Lima: Studium (Clásicos Peruanos), 1985.

### Estudios lingüísticos
- Formas de relieve en español moderno. Lima: Huascarán (Biblioteca Indiano Románica de Filología. Serie A: Monografías I), 1957.
- El estilo y sus límites. Lima: Publicaciones del Instituto de Filología de la Facultad de Letras de la Universidad Nacional Mayor de San Marcos, 1958.
- Lengua y estilo. Tomo I. Lima: Juan Mejía Baca, 1959.

### Textos escolares
- Lenguaje. Curso secundario. Lima: Huascarán, 1953.

### Textos universitarios
- Lenguajes: curso universitario. Lima: Huascarán, 1953.
- Lengua española (primer curso). Lima: Ediciones Peruanas Simiente, 1960.
- Lengua española (segundo curso). Lima: Ediciones Peruanas Simiente, 1960.
- Lengua y enseñanza. Lima: Studium, 1969.
- El funcionamiento del lenguaje. Lima: Fondo editorial de la Pontificia Universidad Católica del Perú, 1991.

### Crítica literaria
- Mariano Melgar. José Gálvez. Lima: Editorial Universitaria (Biblioteca Hombres del Perú, tercera serie), 1965.
- Juan del Valle y Caviedes. Lima: Editorial Universitaria (Biblioteca Hombres del Perú, cuarta serie), 1966.
- José Gálvez. Lima: Biblioteca Visión Peruana "Los que hicieron el Perú", vol. 22, 1987.
- Apologético en favor de don Luis de Góngora. Lima: Academia Peruana de la Lengua, 2005.

### Educación
- Universidad: reto para el siglo XXI. Lección inaugural del año académico 1994. Lima: Pontificia Universidad Católica del Perú (Cuadernos de la Facultad de Letras y Ciencias Humanas, 10), 1994.
- Lenguaje, leyes y religión: religión y apariencia (conversatorio). Lima: Universidad Peruana de Ciencias Aplicadas, 2002.
- Aula abierta. Lima: Editorial Norma, 2009.

### Memorias
- Mis trabajos y los días. Lima: Peisa, 2000.

### Varios
- Teología, acontecimiento, silencio, lenguaje. Lima: Centro de Estudios y Publicaciones, 1996. En colaboración con Gustavo Gutiérrez Merino.
- Lenguaje, literatura. Lima: Pontificia Universidad Católica, 1998. En colaboración con María Cecilia Cisneros y Abelardo Oquendo.

### Homenajes
- "Homenaje a L. J. C.". En: Lexis, vol. V, Nº. 1, julio 1981.
- Desde el aula: Homenaje a Luis Jaime Cisneros. Lima: Pontificia Universidad Católica del Perú, Archivo de la Universidad, 1998.
- Homenaje a Luis Jaime Cisneros. Discursos de homenaje 1998. Lima: Pontificia Universidad Católica del Perú, Facultad de Letras y Ciencias Humanas (Cuadernos de la Facultad de Letras y Ciencias Humanas, 21), 2001.
- Homenaje Luis Jaime Cisneros. Tomo I. Lima: Pontificia Universidad Católica del Perú, Facultad de Letras y Ciencias Humanas de la Pontificia Universidad Católica del Perú, Fondo Editorial, 2002.

## Premios y reconocimientos
- Condecoración Orden de El Sol del Perú en el grado de Gran Cruz (2006)
- Palmas Magisteriales en el grado de Amauta (1992)
- Premio Nacional de Cultura en Crítica (1948)
- Premio Nacional de Cultura en Pedagogía (1956 y 1963)
- Doctor honoris causa de la Universidad Técnica de Cajamarca.
- Profesor Honorario de:
  - Universidad de Arequipa
  - Universidad San Luis Gonzaga de Ica
  - Universidad Nacional Jorge Basadre de Tacna.